# ГЕС Jiǎomùtáng
ГЕС Jiǎomùtáng (角木塘水电站) — гідроелектростанція у центральній частині Китаю в провінції Ґуйчжоу. Знаходячись між ГЕС Ютанг (вище по течії) та ГЕС Хаокоу, входить до складу каскаду на річці Фуронг, лівій притоці Уцзян (великий правий доплив Янцзи).
У межах проєкту річку перекрили греблею з ущільненого котком бетону висотою 66 метрів, довжиною 153 метри та шириною по гребеню 6 метрів. Вона утримує водосховище з об'ємом 23,3 млн м3 та нормальним рівнем поверхні на позначці 383 метри НРМ (під час повені рівень може зростати до 387 метрів НРМ, а об'єм — до 32,6 млн м3).
Основне обладнання станції становлять дві турбіни потужністю по 35 МВт, встановлені на рівні 348 метрів НРМ. Вони забезпечують  виробництво 251 млн кВт·год електроенергії на рік.